# Zelotes zellensis
Zelotes zellensis är en spindelart som beskrevs av Johann Friedrich Carl Grimm 1982. Zelotes zellensis ingår i släktet Zelotes och familjen plattbuksspindlar. Inga underarter finns listade i Catalogue of Life.